# USS Chesapeake (FFG-64)
La USS Chesapeake (FFG-64) será una de las fragatas de la clase Constellation de la Armada de los Estados Unidos. Tiene una fecha de finalización prevista para agosto de 2028.

## Construcción
Esta fragata es parte de la nueva clase de fragatas Constellation cuya construcción está a cargo de Fincantieri Marinette Marine de Marinette, Wisconsin.
En 2021 la Armada le dio el nombre USS Chesapeake, en honor a una de las seis fragatas construidas por el Naval Act de 1794. Será la segunda nave en llevar este nombre.